# Minúsculo 113
Minúsculo 113 (numeração de Gregory-Aland), ε 134 (von Soden), é um manuscrito minúsculo grego do Novo Testamento, datado pela paleografia para o século XII.
Actualmente acha-se no British Library (Harley 18102) em Londres.

## Descoberta
Codex contém o texto dos quatro Evangelhos (13,39-46) em 270 folhas de pergaminho (22,9 x 16,7 cm). O texto está escrito em uma coluna por página, em 26 linhas por página.
Ele contém κεφαλαια, τιτλοι, as seções amonianas e os Cânones eusebianos].

## Texto
O texto grego desse códice é um representante do Texto-tipo Bizantino. Aland no colocou-o na Categoria.
Luc 10,1 — δυο δυο ] δυο
Luc 10,13 — Βηθσαιδα ] βηθσαιδαν
Luc 10,32 — ελθων ] omit
Luc 10,42 — γαρ ] δε
Luc 20,1 — αρχιερεις ] ιερεις
Luc 20,5 — δια τι ] πας ο λαος
Luc 20,12 — και τουτον ] κακεινον